# North Miami (Oklahoma)
North Miami város az USA Oklahoma államában, Ottawa megyében. Lakosainak száma 290 fő (2020. április 1.).

## Népesség
A település népességének változása:

| 2010 | 374 |
| 2020 | 290 |